# Kent County (Maryland)
Das Kent County ist ein County im US-Bundesstaat Maryland mit niedriger Besiedlungsdichte. Der Verwaltungssitz (County Seat) ist Chestertown. Bei der Volkszählung im Jahr 2020 hatte das County 19.198 Einwohner und eine Bevölkerungsdichte von 26,5 Einwohnern pro Quadratkilometer.

## Geographie
Das County liegt im Nordwesten der Delmarva-Halbinsel am östlichen Ufer der Chesapeake Bay und grenzt im Osten an Delaware. Es hat eine Fläche von 1073 Quadratkilometern; davon sind 349 Quadratkilometer (32,55 Prozent) Wasserflächen. Folgende Countys grenzen an das Kent County:
|  | Cecil County        | New Castle County (Delaware) |
|  |                     |                              |
|  | Queen Anne’s County | Kent County (Delaware)       |

## Geschichte
Das County wurde 1642 aus ehemaligem Indianerland gebildet und nach der Grafschaft Kent in England benannt.
Zwei Stätten haben aufgrund ihrer geschichtlichen Bedeutung den Status einer National Historic Landmark, der Chestertown Historic District und das Schiff Nellie Crockett. 40 Bauwerke und Stätten des Countys sind im National Register of Historic Places eingetragen (Stand 14. November 2017).

## Demografische Daten
Nach der Volkszählung im Jahr 2010 lebten im Kent County 20.197 Menschen in 8.071     Haushalten. Die Bevölkerungsdichte betrug 27,9 Einwohner pro Quadratkilometer.
Ethnisch betrachtet setzte sich die Bevölkerung zusammen aus  80,1 Prozent Weißen, 15,1 Prozent Afroamerikanern, 0,2 Prozent amerikanischen Ureinwohnern, 0,8 Prozent Asiaten sowie aus anderen ethnischen Gruppen; 1,8 Prozent stammten von zwei oder mehr Ethnien ab. Unabhängig von der ethnischen Zugehörigkeit waren 4,5 Prozent der Bevölkerung spanischer oder lateinamerikanischer Abstammung.
In den 8.071 Haushalten lebten statistisch je 2,28 Personen.
18,0 Prozent der Bevölkerung waren unter 18 Jahre alt, 61,8 Prozent waren zwischen 19 und 64 und 20,2 Prozent waren 65 Jahre oder älter. 52,4 Prozent der Bevölkerung war weiblich.

Das jährliche Durchschnittseinkommen eines Haushalts lag bei 50.585 USD. Das Prokopfeinkommen betrug 29.262 USD. 14,4 Prozent der Einwohner lebten unterhalb der Armutsgrenze.

## Städte und Gemeinden
Towns
| - Betterton - Chestertown - Galena | - Millington1 - Rock Hall |

Unincorporated Communitys
| - Fairlee - Georgetown - Lynch - Kennedyville | - Massey - Still Pond - Tolchester - Worton |

1 – teilweise im Queen Anne’s County